# Israel Railways
Israel Railways (Hebreeuws: רכבת ישראל, Rakewet Jisraëel) is de staatsspoorwegmaatschappij in Israël.
De eerste spoorlijn in het Midden-Oosten was de lijn van Jaffa naar Jeruzalem. Deze lijn werd in 1892 geopend op initiatief van de Joodse zakenman Joseph Navon uit Jeruzalem. Deze lijn werd met Frans kapitaal aangelegd door de Société du Chemin de Fer Ottoman de Jaffa à Jérusalem et Prolongements. Tijdens de Eerste Wereldoorlog werd dit bedrijf als vijandelijk vermogen genationaliseerd door het Ottomaanse Rijk. In 1920 richtten de Britten tijdens hun mandaat over Palestina de Palestine Railways op. Deze maatschappij bestond tot het einde van het Britse mandaat in 1948. Israel Railways exploiteert de spoorwegen in Israël sinds de onafhankelijkheid in 1948.

## Lijnen
Israel Railways voert de volgende diensten uit:
- Nahariya » Beër Sjeva
- Kiryat Motzkin » Haifa Hof HaCarmel
- Binyamina » Ashkelon
- Hod Hasjaron Sokolov » Risjon Letsion Harisjoniem
- Tel Aviv-Savidor » Jeruzalem-Malha
- Tel Aviv Savidor » Beersjeva-Center
- Beersjeva-Noord » Dimona
- Tel Aviv Savidor » Modi'in Centraal

## Fotogalerij

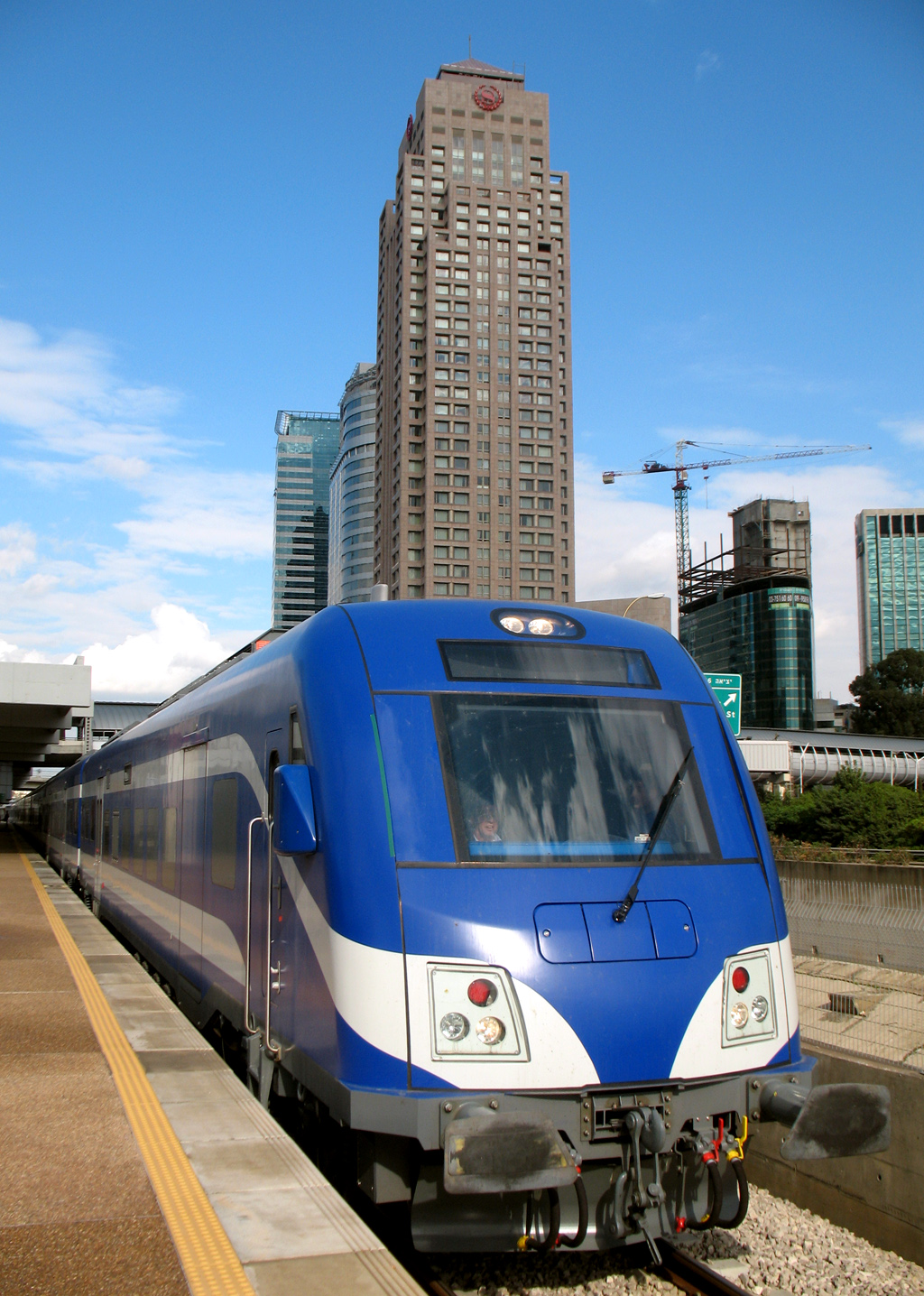
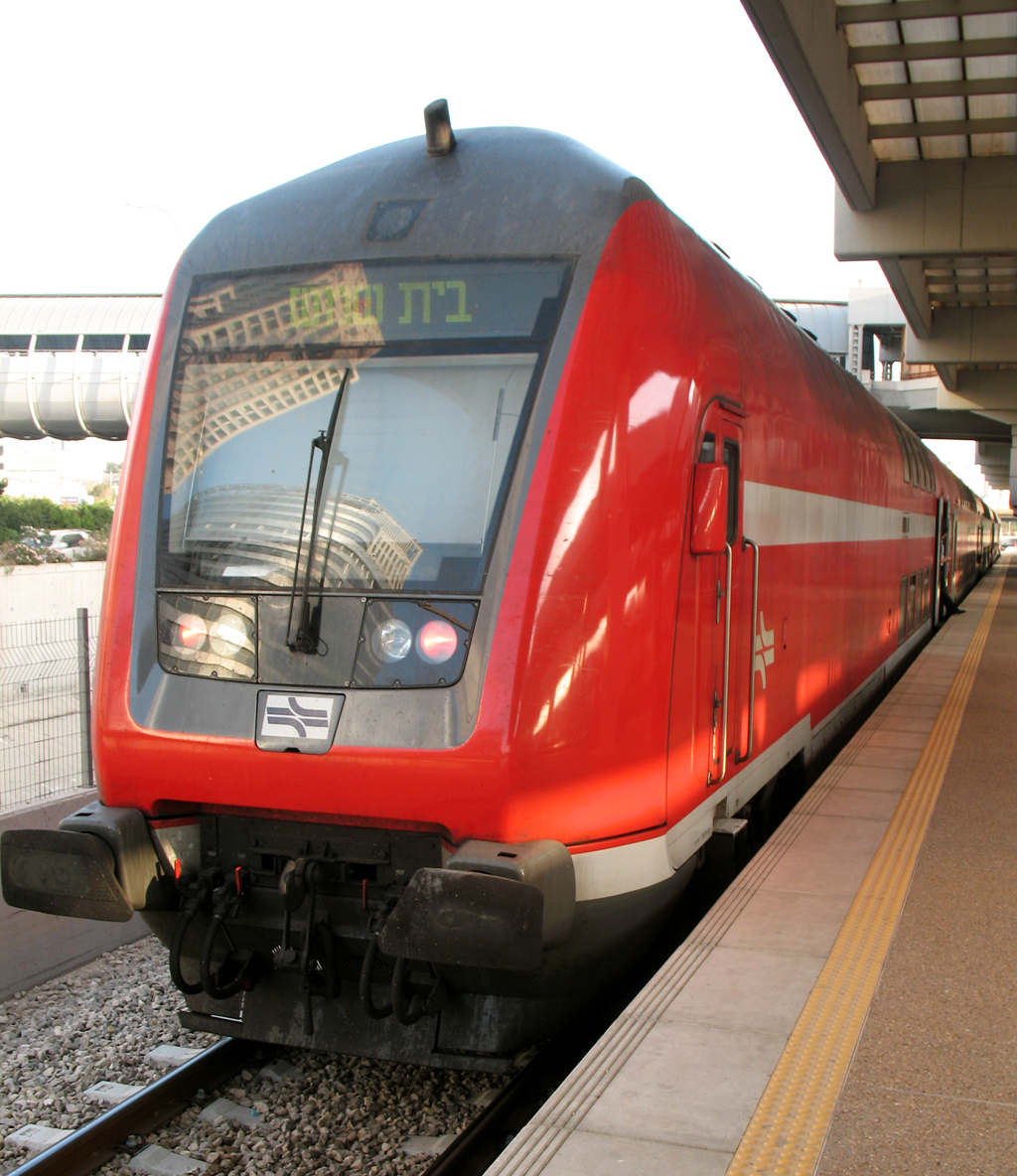
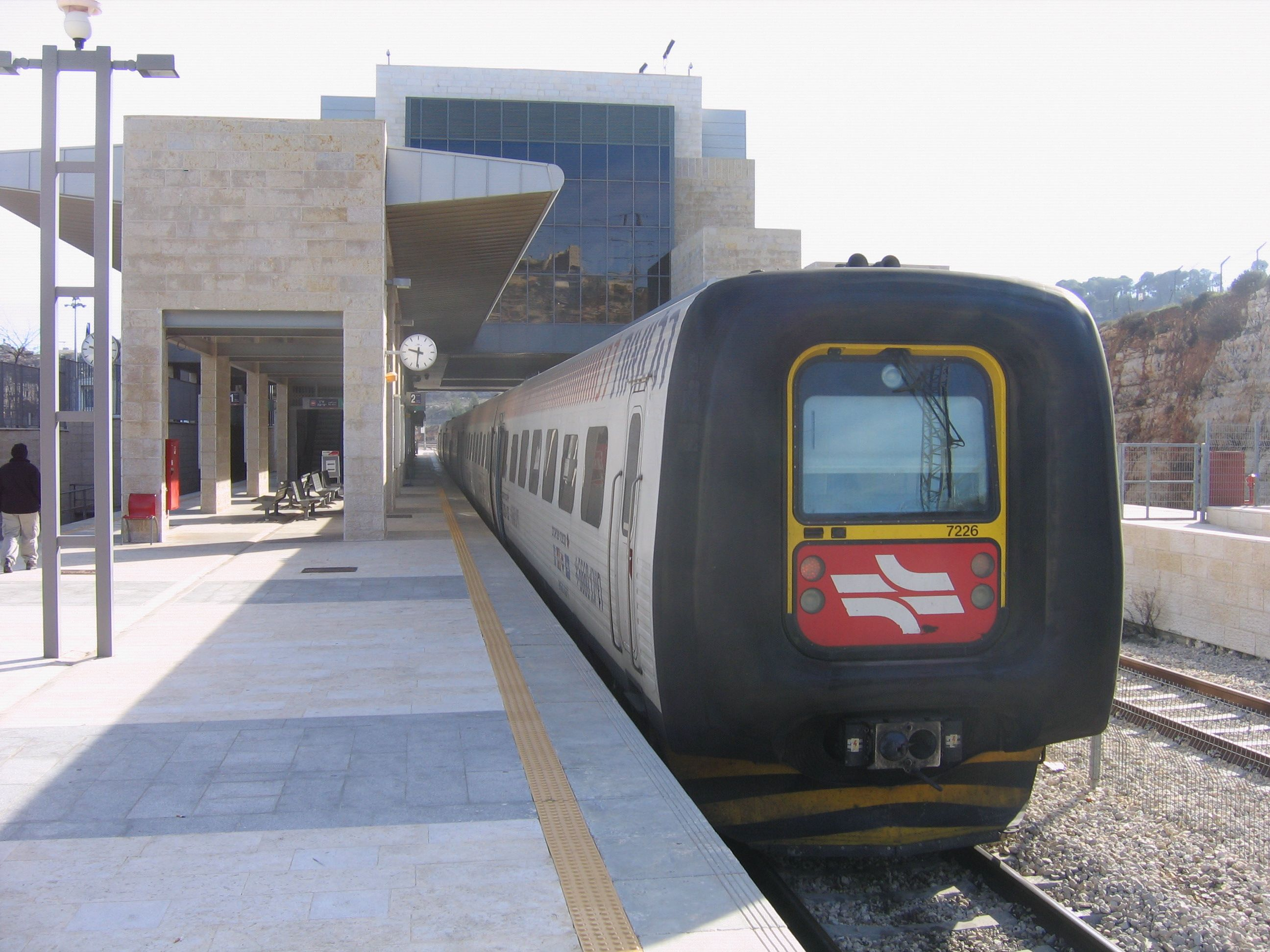